# Mikho Mossulishvili
Mikho Mossulishvili (en georgiano: მიხო მოსულიშვილი; Arashenda, Kajetia, Georgia; 10 de diciembre de 1962) es un escritor georgiano.

## Biografía
Mikho Mossulishvili nació el 10 de diciembre de 1962 en Arashenda, en la provincia de Kajetia. Su estudiaba de la Universidad Estatal de Tiflis en la facultad para la geología y cubría al dramaturgo de cine como la materia secundaria. Luego, él trabajaba como geólogo y como periodista en diversos periódicos. 
Mikho Mossulishvili publicaba varias cuentos y novelas en la lengua georgiana y traducía novelas de Borís Akunin. Su para el teatro fueron mencionados en Georgia. Algunos de sus obras han sido traducidos en inglés, alemanes, armenians y rusos.
Sus obras principales son la novela picaresca El vuelo sin barril.
El libro biográfico de Mikho Mossulishvili Vazha-Pshavela muestra la nueva versión de la vida Vazha-Pshavela y estilo único de su pensamiento. El descubrimiento puede ser considerado como la observación del autor que las cinco poemas épicas de Vazha-Pshavela (Aluda Ketelauri (1888), Bajtrioni (1892), Huésped y anfitrión (1893), El vengador de la sangre (1897), El comedor de Serpent (1901)) están basadas en el principio la Número áureo, así esto los poemas se parecen a los trabajos de autores de Renacimiento y Antiguo. Mikho Mossulishvili afirma, que Vazha-Pshavela que se eleva de la profundidad de creatividad de la mitología georgiana, que lo hace acontecimiento original en el fondo de la literatura del mundo y aumentará considerablemente la magnitud de la literatura georgiana.

## Obras

### Novelas
- El caballero a cualquier tiempo, editorial de Best-seller - 1999
- El vuelo sin Barril, la novela picaresca fraudulenta de los emigrantes georgianos y nigerianos en Alemania, editorial de Sulakauri, 2001 - ISBN 99928–914–2–4 y la segunda edición, editorial de "Gumbati-2007", 2011 - ISBN 978-9941-0-3160-1
- Bendela, editorial de Saari, 2003 - ISBN 99928-39-69-4
- Vazha-Pshavela (biografía), editorial de Pegasi, 2011 - ISBN 978–9941-9179-6-7

### Cuentos
- Los iconos de día de la luna, editorial de Merani - 1990
- El espacio en el vertical, editorial de Merani - 1997
- Los cisnes Bajo la Nieve, editorial de Saari, 2004 - ISBN 99940–29–30–4

### Para el teatro
- Casi Picasso y sobre unos Bosch, sobre el lado derecho, el libro de siete tragicomedias de teatro, el autor de una caricatura "Mikho Mossulishvili con un tubo"[3] sobre una cubierta es Zaal Sulakauri,[4] editorial de Saari, 2010 - ISBN 978–99940-60-87-0

### Traducción
- Borís Akunin, El ángel caído (Азазель - Azazel), 2004 - ISBN 99940-74–8-X
- Borís Akunin, Gambito turco (Турецкий гамбит - Turetsky gambit), 2006 - ISBN 99940–42–07-6
- Borís Akunin, Muerte en el Leviatán (Левиафан - Leviafan), 2006 - ISBN 9994–53–21–3
- Gayo Suetonio Tranquilo, Las vidas de los doce césares (De vita Caesarum, también conocida como Vitae Caesarum), 2011 - ISBN 978–9941-9206-1-5

### Guiones cinematográficos
- Conmemore mí, David... (David IV, Aghmachenebeli), El guion de la documental filme para el director Géorge Ovashvili[5] - 2010

## Honores y Precio
- 2024 — Premio Saguramo (Premio Museo Estatal Ilia Chavchavadze Saguramo, otorgado a toda la creatividad), nominación: Prosa
- 2023 — Un primer premio en el concurso literario «Lile-2022»; Mismo premio en el «Lile 2023»
- 2022 — Un primer premio en la nominación: 'Mejor trabajo creativo prosaico' del concurso literario Machabeli de la Universidad Estatal de Enseñanza de Gori
- 2019 — El primer premio del concurso literario 'Mejor cuento para un maestro' del Centro Georgiano para el Desarrollo Profesional de Maestros
- 2011 — Gala (el premio literario)[6] para libro biográfico Vazha-Pshavela[2]
- 2007 — Khertvisi (el premio literario)[7] para de cuento Ayer por la Tarde en la Batalla de Didgori[8]
- 2006 — El precio del concurso literario (Atenas)
- 2005 — El segundo precio del concurso literario internacional de Moscú "Bekar"[9] (trabajos literarios sobre la música) en la categoría "Jazz y Roca" para de cuento Región apartada[10] (traducción rusa de Maja Biriukova)
- 1998 — La Medalla de "Honor".[11]